# Mahallah
La mahallah, mahalla, mahalle o mohalla (in arabo محلة‎?, maḥalla, in bengali মহল্লা, mahallā, in hindī मोहल्ला, mōhallā, in persiano محله‎, maḥalla, in urdu محله‎?, in azero Məhəllə) è una suddivisione territoriale o quartiere in parti del mondo arabo, dei Balcani, dell'ovest e sud-Asia e in nazioni vicine.

## Denominazioni
Le mahallah assumono diverse denominazioni a seconda del paese in cui si trovano:
- μαχαλάς (mahalas) (Grecia)
- Mahalla (Bangladesh)
- Махала (Bulgaria)
- Mahalla (Uzbekistan)
- Mahalle (Turchia)
- Mohalla or mahal[1] (Pakistan o India)

## Impero ottomano
Nell'Impero ottomano, la mahalle (plurale: mahalleler) era la più piccola unità amministrativa. La mahalle di solito svolgeva un ruolo importante nella formazione dell'identità, con la moschea o la chiesa locale e il caffè locale come principali istituzioni sociali. Le mahalleler si formavano in base alle caratteristiche etniche, religiose e familiari e di solito avevano una piazza centrale (meydan) e un mercato (çarşı).
La carica di muhtar (in turco Muhtarlık) fu istituita per svolgere alcune funzioni statali nelle comunità di villaggio o in una mahalle. Il muhtar veniva eletto dalla comunità ogni cinque anni. Si occupava di compiti di amministrazione pubblica nella sua area di competenza. Era assistito da un cosiddetto consiglio degli anziani (in turco Ihtiyar meclisi), che comprendeva membri eletti e, nelle comunità di villaggio, l'insegnante di scuola del villaggio e l'imam locale come "membri naturali".

## Turchia
Una mahalle è una comunità locale all'interno di una città, un paese, un sobborgo o un'area rurale più grande. Secondo la Legge n. 5393 sui Comuni, una mahalle è un'unità amministrativa all'interno dei confini del Comune, con esigenze e priorità simili e con relazioni di vicinato tra i suoi residenti. Concettualmente, è la struttura sociale più piccola in cui si possono stabilire relazioni di vicinato.
Nel sistema amministrativo turco esistono due diversi concetti di mahalle. Quello generalmente conosciuto è quello dei centri provinciali e distrettuali, che ha una popolazione più numerosa e fa parte delle amministrazioni locali (amministrazioni locali). Tuttavia, esistono anche mahalle annesse ai villaggi, che fanno capo all'entità giuridica di un villaggio. Queste mahalle  sono amministrate dall'ufficio del mukhtar a cui sono collegate all'interno dell'entità legale del villaggio.
Le mahalle sono insediamenti e aree abitative in ogni città, con confini e popolazione definiti, il cui amministratore è chiamato muhtar. Sono anche divise in strade. In turco, una mahalle è indicata con l'abbreviazione Mah. Sebbene gli organi di amministrazione delle mahalle nelle province, nei distretti e nelle città siano formati attraverso elezioni, non hanno personalità giuridica come l'amministrazione dei villaggi. Inoltre, non dispongono di un proprio bilancio.

### Mahalle(dipendente dal villaggio)
La mahalle è la più sviluppata degli insediamenti al di sotto del villaggio. È formato dall'aggregazione di un gruppo di case a una certa distanza dal villaggio. Poiché sono troppo piccole per essere un mukhtarate, sono collegate amministrativamente al villaggio. Col tempo possono crescere e diventare un villaggio. In alcuni casi, si formano per la riunione di un gruppo di parenti, mentre a volte ci sono persone con caratteristiche socio-economiche diverse. Nella mahalle si vive una vita comune e continuativa.

## Russia ed ex Unione Sovietica
Una mahalla è una congregazione islamica  in Russia e in molti paesi un tempo appartenenti all'Unione Sovietica. Tipicamente una mahalla supporta una singola moschea. Un imam è il capo spirituale di una mahalla, il quale è direttamente subordinato ad un muḥtasib locale.

## Mahallah degne di nota
- Mahallah Sargojrah Gharbi, Chakwal, Pakistan
- Mahallah Sargojrah Sharqi, Chakwal, Pakistan
- Mahallah Basti Allah Wali, Chakwal, Pakistan
- Mohalla Sadiqabad, Pakistan
- Shahi Mohalla, Pakistan
- mahallah maxhup